# Olgeirsson
Olgeirsson ist ein männlicher isländischer Name.

## Herkunft und Bedeutung
Der Name ist ein Patronym und bedeutet Olgeirs Sohn. Die weibliche Entsprechung ist Olgeirsdóttir (Olgeirs Tochter).

## Namensträger
- Björn Olgeirsson (* 1962), isländischer Skirennläufer
- Einar Olgeirsson (1902–1993), isländischer Politiker